# Diócesis de Ivrea
La diócesis de Ivrea (en latín: Dioecesis Eporediensis y en italiano: Diocesi di Ivrea) es una circuncisión eclesiástica del inodoro en Italia. Se trata de una diócesis latina, sufragánea de la arquidiócesis de Turín. Desde el 16 de diciembre de 2024 su obispo electo es Daniele Salera, mientras que su administrador apostólico es el obispo emérito Edoardo Aldo Cerrato, de la Congregación del Oratorio de San Felipe Neri.

## Territorio y organización
La diócesis tiene 1850 km² y extiende su jurisdicción sobre los fieles católicos de rito latino residentes en parte de la región de Piamonte, comprendiendo en:
- la provincia de Vercelli la comuna de Alice Castello;
- la ciudad metropolitana de Turín las comunas de: Nomaglio, Andrate, Quassolo, Cascinette d'Ivrea, Chiesanuova, Borgiallo, Colleretto Castelnuovo, Cintano, Castelnuovo Nigra, Vidracco, Vistrorio, Fiorano Canavese, Salerano Canavese, Banchette, Samone, Colleretto Giacosa, Parella, Quagliuzzo, Strambinello, Baldissero Canavese, Perosa Canavese, Scarmagno, Montalenghe, Barone Canavese, San Giusto Canavese, Ceresole Reale, Noasca, Locana, Ribordone, Sparone, Alpette, Pont-Canavese, Cuorgnè (en parte), Frassinetto, Ingria, Ronco Canavese, Valprato Soana, Traversella, Castellamonte, Carema, Settimo Vittone, Quincinetto, Tavagnasco, Brosso, Valchiusa (creada en 2019 por fusión de las comunas de Meugliano, Trausella y Vico Canavese), Borgofranco d'Ivrea, Montaldo Torinese, Chiaverano, Burolo, Lessolo, Rueglio, Val di Chy (creada en 2019 por fusión de las comunas de Alice Superiore, Lugnacco y Pecco), Issiglio, Loranzè, Ivrea, Bollengo, Palazzo Canavese, Pavone Canavese, Albiano d'Ivrea, Piverone, Azeglio, Settimo Rottaro, Caravino, Cossano Canavese, Romano Canavese, San Martino Canavese, Torre Canavese, Castellamonte, Strambino, Vestignè, Borgomasino, Maglione, Vische, Mercenasco, Candia Canavese, Orio Canavese, Cuceglio, Agliè, Bairo, Ozegna, Rivarolo Canavese, Ciconio, Lusigliè, San Giorgio Canavese, Villareggia, Feletto, Bosconero, Foglizzo, Caluso, Mazzè, Rondissone, Montanaro, San Benigno Canavese, Lombardore, Torrazza Piemonte, Chivasso y Verolengo.

La diócesis limita al norte con la diócesis de Aosta, al oeste con la arquidiócesis de Chambéry-Saint-Jean-de-Maurienne y Tarentaise, al sur con la arquidiócesis de Turín y la diócesis de Casale Monferrato y al este con la arquidiócesis de Vercelli y la diócesis de Biella.
La sede de la diócesis se encuentra en la ciudad de Ivrea, en donde se halla la Catedral de Santa María Asunta.
En 2021 en la diócesis existían 141 parroquias agrupadas en 7 vicarías.

## Historia
La diócesis de Ivrea fue fundada probablemente en el siglo V. El primer obispo históricamente documentado fue Eulogio, en cuyo lugar el sacerdote Floreio firmó las actas del sínodo de Milán en 451. Ya en este contexto la diócesis aparece como sufragánea de la arquidiócesis de Milán.
En el siglo X el beato Warmondo emprendió la construcción de la catedral románica. También fue responsable de la ampliación del scriptorium, del que proceden muchos de los códigos conservados en la biblioteca capitular.
A partir del siglo XI fue significativa la presencia de la Abadía de Fruttuaria, donde murió el rey Arduino.
En el siglo XIII los obispos de Ivrea recibieron importantes privilegios del emperador. En la segunda mitad del siglo siguiente cedieron parte de sus feudos a la Casa de Saboya, que en este período intentaba unificar sus posesiones piamontesas.
En 1497 fue elegido obispo Bonifacio Ferrero, iniciándose la serie de obispos de su linaje, que ocuparían ininterrumpidamente la cátedra de Ivrea hasta 1612.
El 21 de mayo de 1515 pasó a formar parte de la provincia eclesiástica de la arquidiócesis de Turín.
En 1785 la catedral románica fue derribada y en el mismo lugar se construyó una nueva catedral barroca, que en 1854 fue ampliada y adoptó formas neoclásicas.
Con motivo de la reorganización de las diócesis piamontesas deseada por Napoleón Bonaparte, 9 diócesis de la región fueron suprimidas, incluida la de Aosta, según lo establecido por el breve Gravissimis causis del papa Pío VII del 1 de junio de 1803, cuyo territorio se unió a la de Ivrea. La sede de Aosta fue restablecida el 17 de julio de 1817 mediante la bula Beati Petri del propio Pío VII, y la diócesis de Ivrea volvió a sus fronteras actuales.
La diócesis de Ivrea recibió en 1990 la visita del papa Juan Pablo II. El papa Benedicto XVI visitó Romano Canavese en 2009.
Numerosos eclesiásticos proceden del clero de la diócesis de Ivrea, entre ellos los cardenales Tarcisio Bertone, Giuseppe Bertello y Arrigo Miglio, el arzobispo Giuseppe De Andrea, los obispos Pier Giorgio Debernardi y Roberto Farinella.

## Estadísticas
Según el Anuario Pontificio 2022 la diócesis tenía a fines de 2021 un total de 189 328 fieles bautizados.
| Año                                                                             | Población            | Población | Población      | Sacerdotes | Sacerdotes    | Sacerdotes    | Bautizados por sacerdote | Diáconos permanentes | Religiosos | Religiosos | Parroquias |
| Año                                                                             | Bautizados católicos | Total     | % de católicos | Total      | Clero secular | Clero regular | Bautizados por sacerdote | Diáconos permanentes | Varones    | Mujeres    | Parroquias |
| ------------------------------------------------------------------------------- | -------------------- | --------- | -------------- | ---------- | ------------- | ------------- | ------------------------ | -------------------- | ---------- | ---------- | ---------- |
| 1950                                                                            | 158 160              | 162 580   | 97.3           | 364        | 312           | 52            | 434                      |                      | 98         | 954        | 144        |
| 1970                                                                            | 192 992              | 193 706   | 99.6           | 269        | 229           | 40            | 717                      |                      | 40         | 955        | 147        |
| 1980                                                                            | 211 353              | 213 767   | 98.9           | 270        | 214           | 56            | 782                      |                      | 78         | 830        | 147        |
| 1990                                                                            | 207 739              | 209 239   | 99.3           | 221        | 176           | 45            | 939                      | 4                    | 75         | 586        | 141        |
| 1999                                                                            | 204 948              | 206 795   | 99.1           | 195        | 160           | 35            | 1051                     | 9                    | 51         | 380        | 141        |
| 2000                                                                            | 204 431              | 206 451   | 99.0           | 187        | 155           | 32            | 1093                     | 9                    | 45         | 366        | 141        |
| 2001                                                                            | 198 343              | 200 433   | 99.0           | 177        | 147           | 30            | 1120                     | 10                   | 50         | 351        | 141        |
| 2002                                                                            | 204 037              | 206 269   | 98.9           | 178        | 148           | 30            | 1146                     | 9                    | 50         | 329        | 141        |
| 2003                                                                            | 203 265              | 205 360   | 99.0           | 176        | 142           | 34            | 1154                     | 9                    | 52         | 335        | 141        |
| 2004                                                                            | 201 214              | 204 314   | 98.5           | 165        | 132           | 33            | 1219                     | 8                    | 51         | 323        | 141        |
| 2006                                                                            | 200 848              | 203 560   | 98.7           | 149        | 118           | 31            | 1347                     | 12                   | 49         | 297        | 141        |
| 2013                                                                            | 206 800              | 212 169   | 97.5           | 132        | 99            | 33            | 1566                     | 17                   | 48         | 175        | 141        |
| 2016                                                                            | 200 804              | 210 986   | 95.2           | 116        | 87            | 29            | 1731                     | 16                   | 44         | 173        | 141        |
| 2019                                                                            | 193 752              | 209 688   | 92.4           | 106        | 80            | 26            | 1827                     | 17                   | 33         | 155        | 141        |
| 2021                                                                            | 189 328              | 205 792   | 92.0           | 110        | 80            | 30            | 1721                     | 16                   | 37         | 109        | 141        |
| Fuente: Catholic-Hierarchy, que a su vez toma los datos del Anuario Pontificio. |                      |           |                |            |               |               |                          |                      |            |            |            |

### Vida consagrada
En el territorio de la diócesis desempeñan su labor carismática religiosos y religiosas, de diferentes institutos de vida consagrada y sociedades de vida apostólica. Algunos de ellos se originaron en la diócesis, tales como las Hermanas de Caridad de la Inmaculada Concepción de Ivrea, fundadas por Antonia María Verna en 1823, en la ciudad de Rivarolo Canavese.

## Episcopologio
- Eulogio † (mencionado en 451)[10]
- Floreio? †[nota 1]

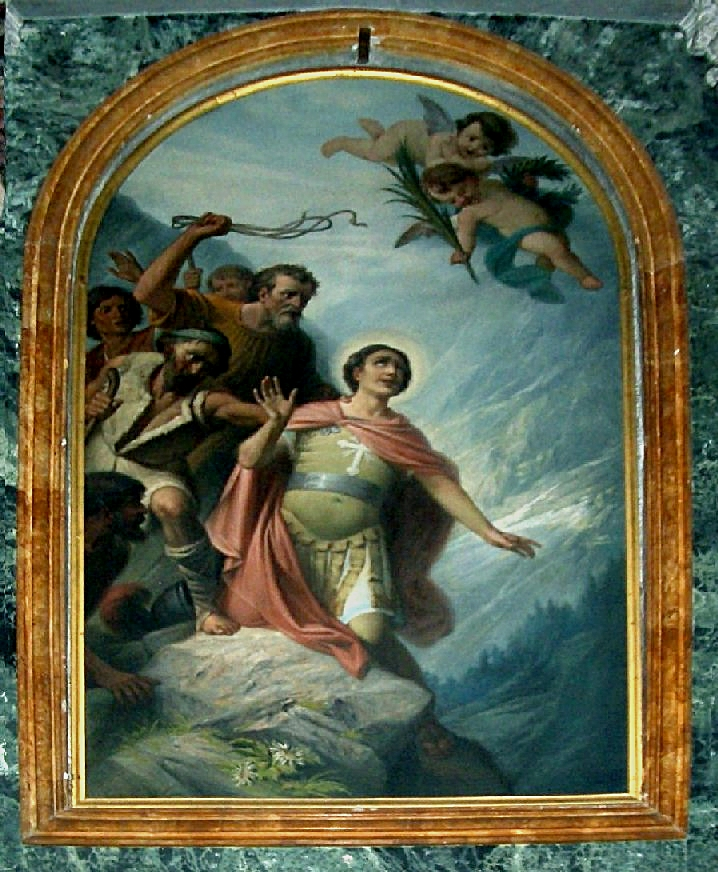
El obispo Besso de Ivrea, que vivió en el, es venerado como santo en la Iglesia católica

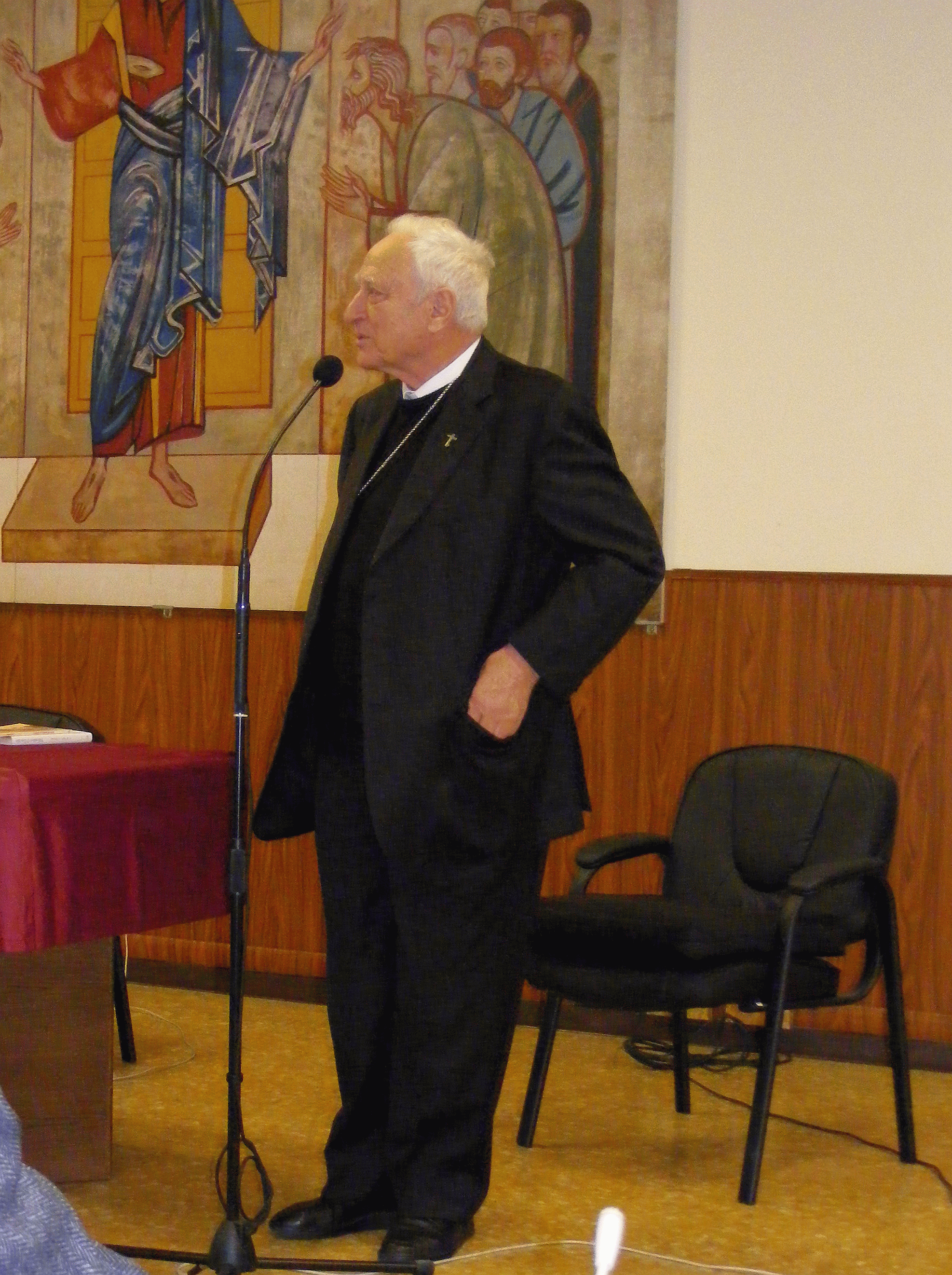
Luigi Bettazzi, gobernó la diócesis de 1966 a 1999

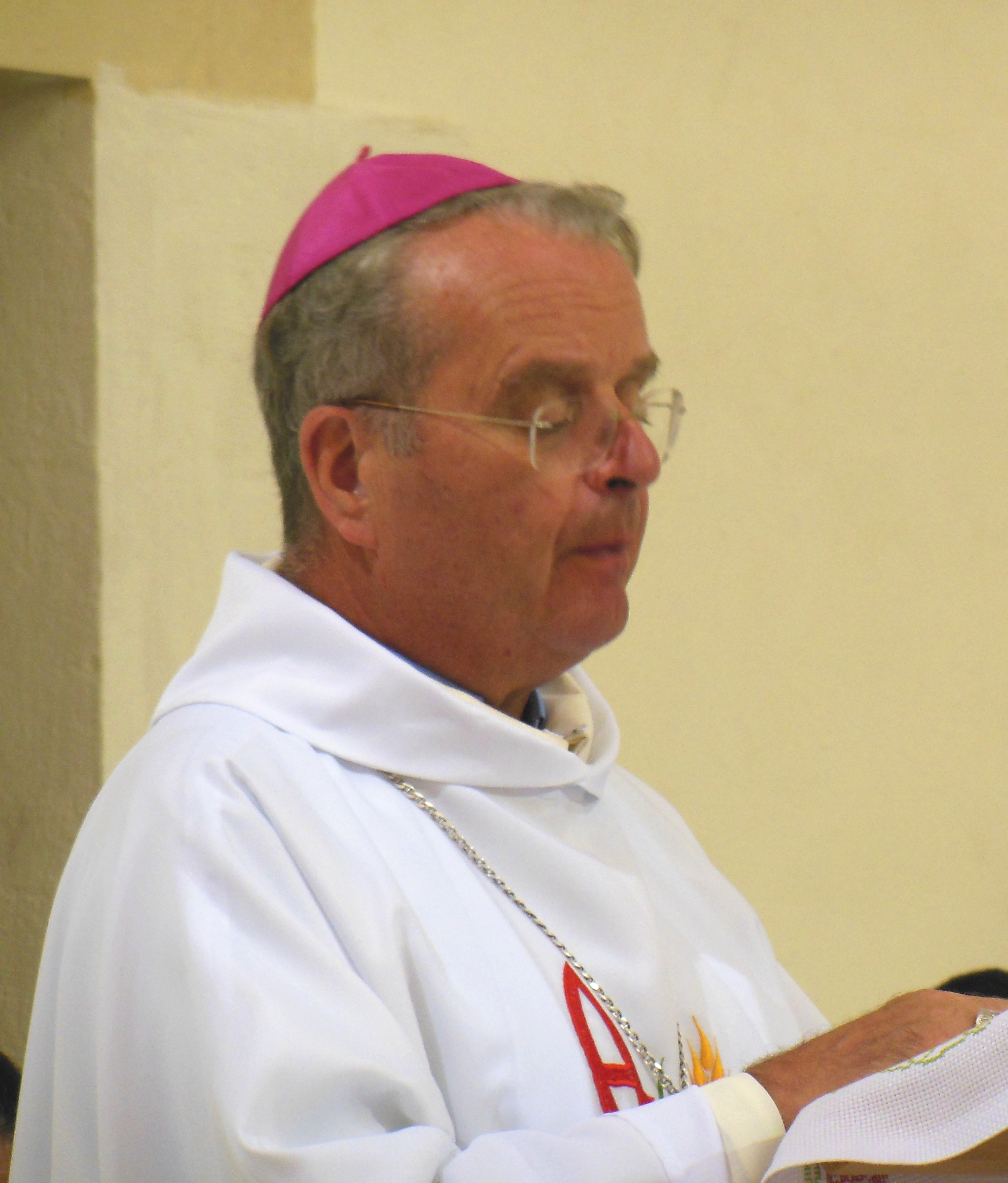
Arrigo Miglio, actual arzobispo de Cagliari, ocupó la sede de Ivrea de 1999 a 2012

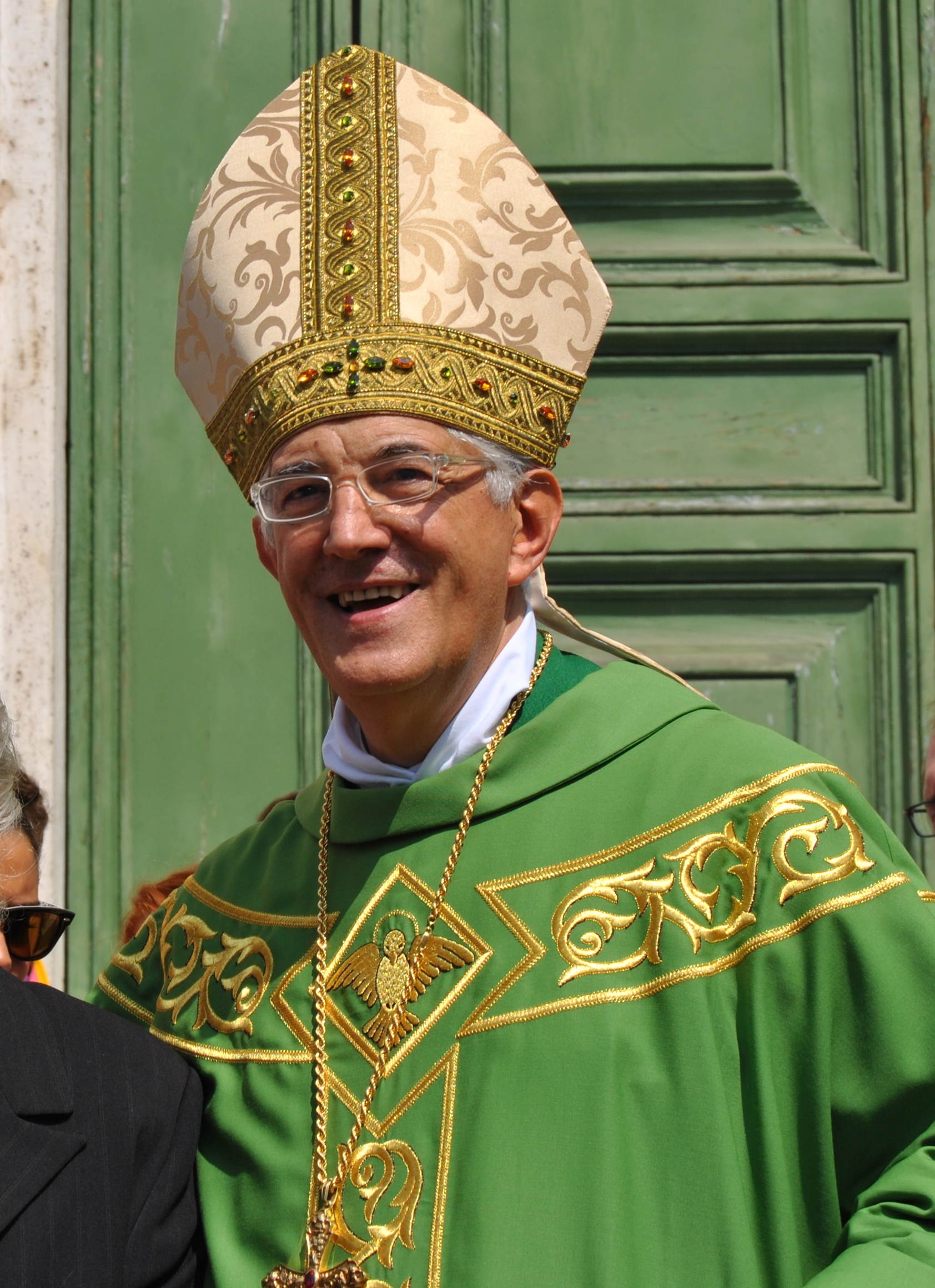
Edoardo Aldo Cerrato, gobernó la diócesis de 2012 hasta 2024

- Innocenzo † (?-29 de marzo de 486 falleció)[nota 2]
- Desiderio I † (mencionado en 680)[nota 3]
- San Besso? † (siglo VIII)[nota 4]
- Enrico I † (mencionado en 745?)[nota 5]
- Giuseppe † (antes de 844-después de 855)
- Azzone † (mencionado en 876)[nota 6]
- Valfredo † (mencionado en 904)
- Baterico † (mencionado en 935)[nota 7]
- Asmondo † (mencionado en 945)[nota 8]
- Eldrado? † (mencionado en 962)[nota 9]
- Adalgero † (mencionado en 967 circa)[nota 10]
- Beato Warmondo † (antes de 969-1 de agosto de 1001 o 1002 falleció)
- Ottobiano, o Ottobono o Ottaviano † (antes del 23 de febrero de 1003-después de 1011 o 1024)[nota 11]
- Ugo † (mencionado en 1027)[nota 12]
- Enrico II † (antes de 1029-después de 1059)[nota 13]
- Alberto † (mencionado en 1063)[nota 14]
- Oggero o Ogerio † (antes de 1075-después de 1094)[nota 15]
- Guiberto? † (mencionado en 1097)[nota 16]
- Ludovico † (mencionado en 1102)[nota 17]
- Guido I † (antes de 1122-después de 1162)
- Burcardo †[nota 18]
- Germano o Gaemaro o Gaimaro † (antes de agosto de 1166[nota 19]-después de 1189)
- Guido II † (antes de 1092-febrero/agosto de 1198 falleció)[nota 20]
- Giovanni † (antes del 25 de julio de 1200-después del 4 de mayo de 1205)[nota 21]
- Pietro II, O.Cist. † (1206[nota 22]-27 de junio de 1208 nombrado arzobispo de Tesalónica)[nota 23]
- Oberto di Cocconato † (circa 1209-después de 1239)[nota 24]
- Corrado di San Sebastiano † (1 de febrero de 1244-29 de diciembre de 1249 falleció)
- Giovanni di Barone † (antes del 10 de septiembre de 1250[nota 25]-1264 falleció)
- Federico di Front e San Martino † (4 de julio de 1264-12 de febrero de 1289 nombrado obispo de Ferrara)
- Beato Alberto Gonzaga, O.F.M. † (13 de marzo de 1289-circa 1322[11] falleció?[nota 26])
- Oberto Solaro † (1322-? falleció)
- Palladio Avogadro † (20 de octubre de 1326-circa 1346 falleció)
- Giacomo de Francisco, O.Cist. † (30 de octubre de 1346-1358 falleció)
- Giacomo Mistrali † (22 de junio de 1358-1360 falleció)
- Pietro di Camera † (18 de febrero de 1361-1373 falleció)
- Pietro Codo, O.S.B. † (8 de abril de 1373-?)[nota 27]
- Bonifacio di San Martino † (1399-1405 renunció)
- Agostino, O.E.S.A. † (1405-?)
- Giacomo Pomerio † (8 de enero de 1427-1437 falleció)
- Giovanni Parella di San Martino † (6 de marzo de 1437-7 de abril de 1479 falleció)[nota 28]
- Domenico Manfredi, O.S.B. † (21 de mayo de 1479-1483 falleció)
- Nicolò Garigliati † (21 de octubre de 1485-1497 falleció)
- Bonifacio Ferrero † (28 de julio de 1497-5 de noviembre de 1509 nombrado obispo de Vercelli)
  - Giovanni Stefano Ferrero † (5 de noviembre de 1509-5 de octubre de 1510 falleció) (administrador apostólico)
  - Gerolamo de Capitani d'Arsago † (1510-17 de septiembre de 1511 nombrado obispo de Nizza) (obispo electo)
- Bonifacio Ferrero † (17 de septiembre de 1511-17 de mayo de 1518 renunció) (por segunda vez)
- Filiberto Ferrero † (17 de mayo de 1518-14 de agosto de 1549 falleció)
- Sebastiano Ferrero-Fieschi † (25 de octubre de 1549-1563 renunció)
- Ferdinando Ferrero-Fieschi † (4 de junio de 1563-1580 falleció)
- Cesare Ferrero † (13 de febrero de 1581-1612 falleció)
  - Sede vacante (1612-1617)
  - Enrico Silvio, O.Carm. † (febrero de 1612-14 de septiembre de 1612 falleció) (obispo electo)
- Giuseppe di Ceva † (12 de mayo de 1617-21 de octubre de 1633 falleció)
- Ottavio Asinari, B. † (20 de noviembre de 1634-1658 falleció)
- Filiberto Millet de Faverges † (29 de julio de 1658-15 de diciembre de 1663 falleció)
- Pompeo Valperga † (9 de junio de 1664-12 de febrero de 1669 falleció)
- Giacinto Trucchi, O.P. † (3 de junio de 1669-7 de julio de 1698 falleció)
- Alessandro Lambert † (24 de noviembre de 1698-28 de septiembre de 1706 falleció)
  - Sede vacante (1706-1727)
- Silvio Domenico Nicola † (30 de julio de 1727-7 de septiembre de 1733 falleció)
  - Sede vacante (1733-1741)
- Michele Vittorio Villa † (17 de abril de 1741-16 de octubre de 1763 falleció)
- Francesco Luserna Rorengo di Rorà † (9 de julio de 1764-14 de marzo de 1768 nombrado arzobispo de Turín)
- Giuseppe Ottavio Pochettini † (11 de septiembre de 1769-20 de junio de 1803 falleció)
- Giuseppe Maria Pietro Grimaldi † (1 de febrero de 1805-1 de octubre de 1817 nombrado arzobispo de Vercelli)
- Columbano Giovanni Battista Carlo Gaspare Chiaverotti, O.S.B.Cam. † (1 de octubre de 1817-21 de diciembre de 1818 nombrado arzobispo de Turín)
  - Sede vacante (1818-1824)
- Luigi Paolo Pochettini † (12 de julio de 1824-30 de marzo de 1837 falleció)
- Luigi Moreno † (13 de septiembre de 1838-4 de mayo de 1878 falleció)
- Davide Riccardi † (15 de julio de 1878-7 de junio de 1886 nombrado obispo de Novara)
- Agostino Richelmy † (7 de junio de 1886-18 de septiembre de 1897 nombrado arzobispo de Turín)
- Matteo Angelo Filipello † (24 de marzo de 1898-27 de enero de 1939 falleció)
- Paolo Rostagno † (5 de mayo de 1939-8 de diciembre de 1959 falleció)
- Albino Mensa † (28 de marzo de 1960-12 de octubre de 1966 nombrado arzobispo de Vercelli)
- Luigi Bettazzi † (26 de noviembre de 1966-20 de febrero de 1999 retirado)
- Arrigo Miglio (20 de febrero de 1999-25 de febrero de 2012 nombrado arzobispo de Cagliari)
- Edoardo Aldo Cerrato, C.O. (28 de julio de 2012-16 de diciembre de 2024 retirado)
- Daniele Salera, desde el 16 de diciembre de 2024